# Pierre Boom
Pierre Boom, geboren als Pierre Guillaume (* 8. April 1957 in Frankfurt am Main) ist ein deutscher Journalist und Autor.

## Biografie
Pierre Boom ist der Sohn der DDR-Agenten Günter Guillaume und Christel Boom. Er wurde in Frankfurt am Main geboren und wuchs dort sowie in Bonn auf, wo er im Ortsteil Bad Godesberg das Heinrich-Hertz-Gymnasium besuchte. Von der Agententätigkeit seiner Eltern wusste er nichts, bis sie 1974 enttarnt, verhaftet und wegen Landesverrats zu Freiheitsstrafen verurteilt worden waren. Auf Drängen des Ministeriums für Staatssicherheit siedelte er als 18-Jähriger 1975 allein in die DDR über. Er ließ sich dort als Fotojournalist ausbilden. 1988 beantragte er für sich, seine Frau und seine beiden Kinder die Ausreise zurück in die Bundesrepublik Deutschland. Zur Vermeidung von Aufsehen wurde ihm die Ausreise nur unter der Voraussetzung einer Namensänderung gewährt. Er änderte seinen Namen in Pierre Boom und nahm damit den Mädchennamen seiner Mutter an, den diese durch Adoption durch einen Niederländer erworben hatte.
Von 2009 bis 2022 lebte und arbeitete Pierre Boom als Journalist auf Sylt, zunächst als Redakteur des Sylter Spiegel und ab 2014 als Redakteur der Tageszeitung Sylter Rundschau. Seit September 2022 lebt Pierre Boom in Hamburg-Blankenese und arbeitet wieder als freier Journalist.
Sein in Zusammenarbeit mit dem Publizisten Gerhard Haase-Hindenberg entstandenes Buch Der fremde Vater ist eine kritische Auseinandersetzung mit Günter Guillaume. 2004 wurde der Film Schattenväter veröffentlicht, in dem er und Matthias Brandt, der jüngste Sohn des damals über die Agentenaffäre gestürzten Bundeskanzler Willy Brandt, über ihre Jugenderlebnisse und ihr Verhältnis zu ihren Vätern ausführlich berichten.

## Film
- Doris Metz: Schattenväter, 2005.

Die Söhne Matthias Brandt und Pierre Boom schildern in einem unkommentierten Dokumentarfilm Erinnerungen an ihre Väter Willy Brandt und Günter Guillaume.